# ادلین گورنلیسن
مسابقات بازیهای فینال اف‌ئی‌آی ۲۰۱۲
ادلین گورنلیسن َ (به هلندی: Adelinde Cornelissen) (زادهٔ ۸ ژوئیه ۱۹۷۹ میلادی در بیلن ،درنته) یک سوارکار زن درساژ اهل کشور هلند است.

## زندگی‌نامه
به عنوان یک سوارکار جوان گورنلیسن سه عنوان کشوری هلند را بدست آورد:دوبار با اسب عایشه و یکبار با مستر پراید برندهٔ این عنوان شد. در سال ۲۰۰۴ او نخستین عنوان خود را در ردهٔ بزرگسالان و در سطح کشوری را زمانی که همراه با اسبش پارزیوال در کلاس Z2 شرکت کرد بدست آورد. در همان سال او توانست در سطح ملی و در بخش کلاس Z2 نایب قهرمان شود. او همچنین در کلاس سنگین ZZ همین عنوان را در سال ۲۰۰۵ دوباره همراه با پارزیوال بدست آورد. در سال ۲۰۰۷ او و پارزیوال قهرمانی کشوری هلند را در کلاس سنگین بدست آورد و دو مدال نقره را در جایزه بزرگ بین‌المللی فالستربو و ارانتل از آن خود کرد. در فالستربو او در جایزه بزرگ ویژه او به مقام دوم رسید. با این وجود او در ارانتل قهرمان جایزه بزرگ ویژه شد. در مسابقات جایزه ویژه که در شهر روتردام برگزار می‌شد او و هم تیمی‌هایش در رقابتهای بین‌المللی مدال طلای این مسابقات را بدست آوردند. او در مسابقات جایزه بزرگ ویژه مقام سوم را بدست آورد. او در رقابتهای جایزه بزرگ ویژه بار دیگر به مدال برنز بازیهای آرنهم رسید.
در سال ۲۰۰۸ او باردیگر نایب قهرمان شد؛ اینبار در کلاس سنگین ZZ شد. او همچنین در همان سال قهرمان کشوری هلند شد. گورنلیسن و پارزیوال آنها راهی مسابقات بین‌المللی جایزه بزرگ ویژه داخل سالن برابانت شدند تا برندهٔ این بازی‌ها شوند با این‌وجود آنها جایزه بزرگ ویژه دوم شد. در جایزه بزرگ آخن در هر دو بخش جایزه بزرگ ویژه و جایزه بزرگ آنها دوم شدند.
گورنلیسن انتخاب شد تا نمایندگی تیم هلند را در بازی‌های المپیک تابستانی ۲۰۰۸ پکن به عنوان بازیکن ذخیره انجام دهد. تیم اصلی شامل انکی فان گرونسون، ایمکه بارتلس و هانس پیتر میندرهاد می‌شد.
در مسابقات درساژ و پرش با اسب اف‌ئی‌آی ۲۰۰۹ اروپا او در هر دو بخش انفرادی و تیمی همراه با پارزیوال برنده (جایزه بزرگ ویژه) طلا شد و جایزه ویژه آزاد مدال نقره را بدست آورد.